# Reptil marino

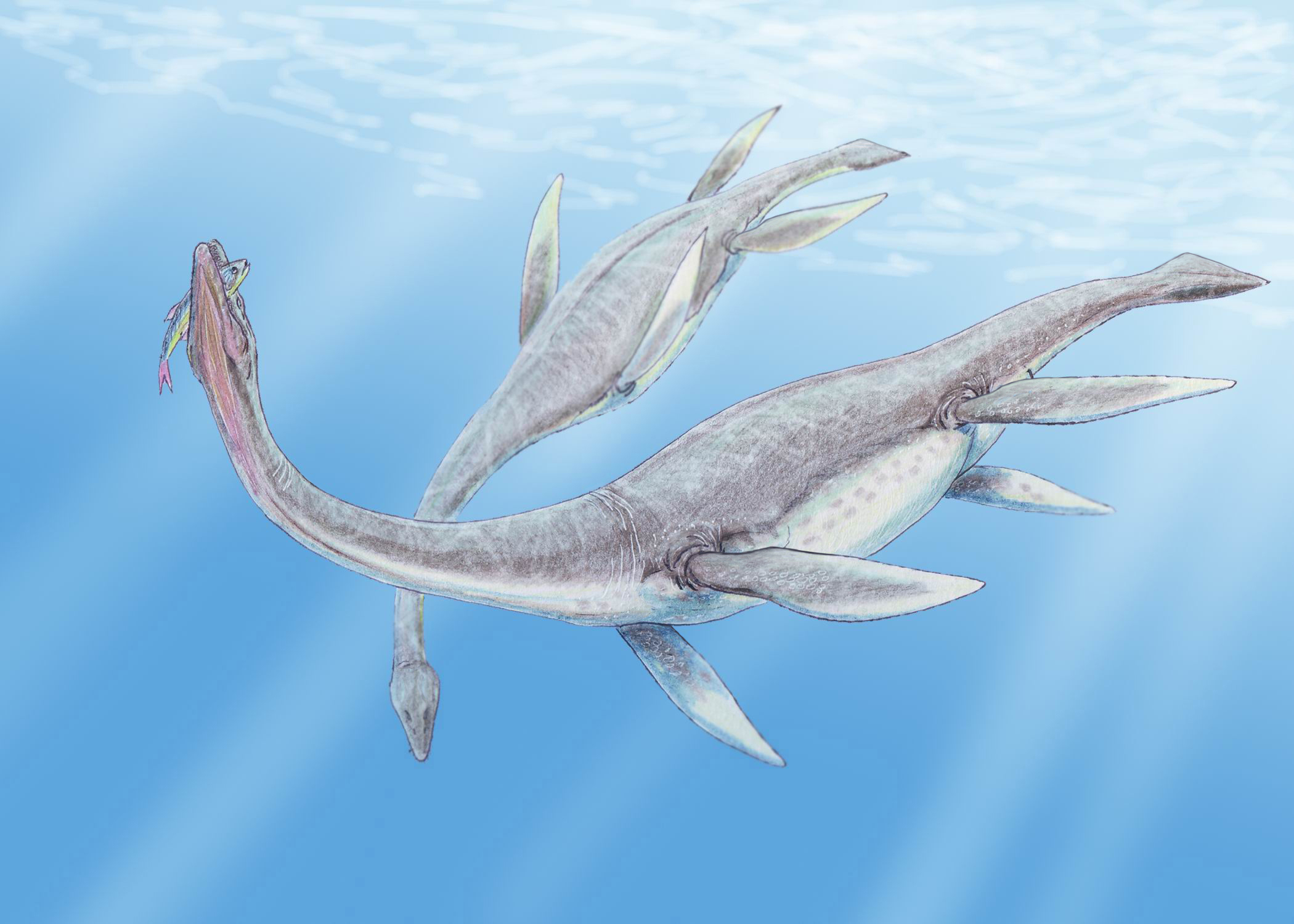
Plesiosaurus.

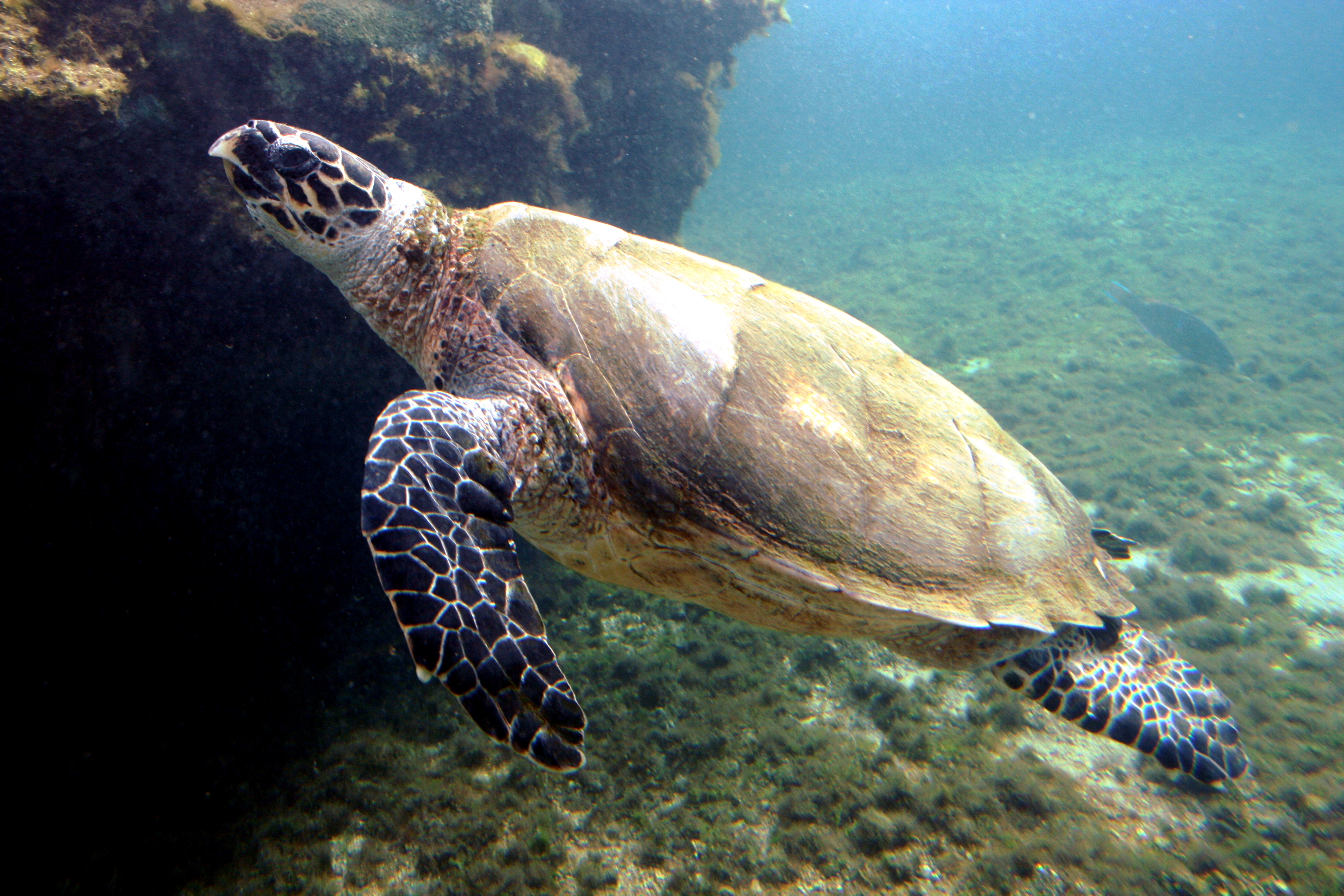
Tortuga carey, especie de tortuga marina de la familia de los quelónidos, que se halla en peligro crítico de extinción.

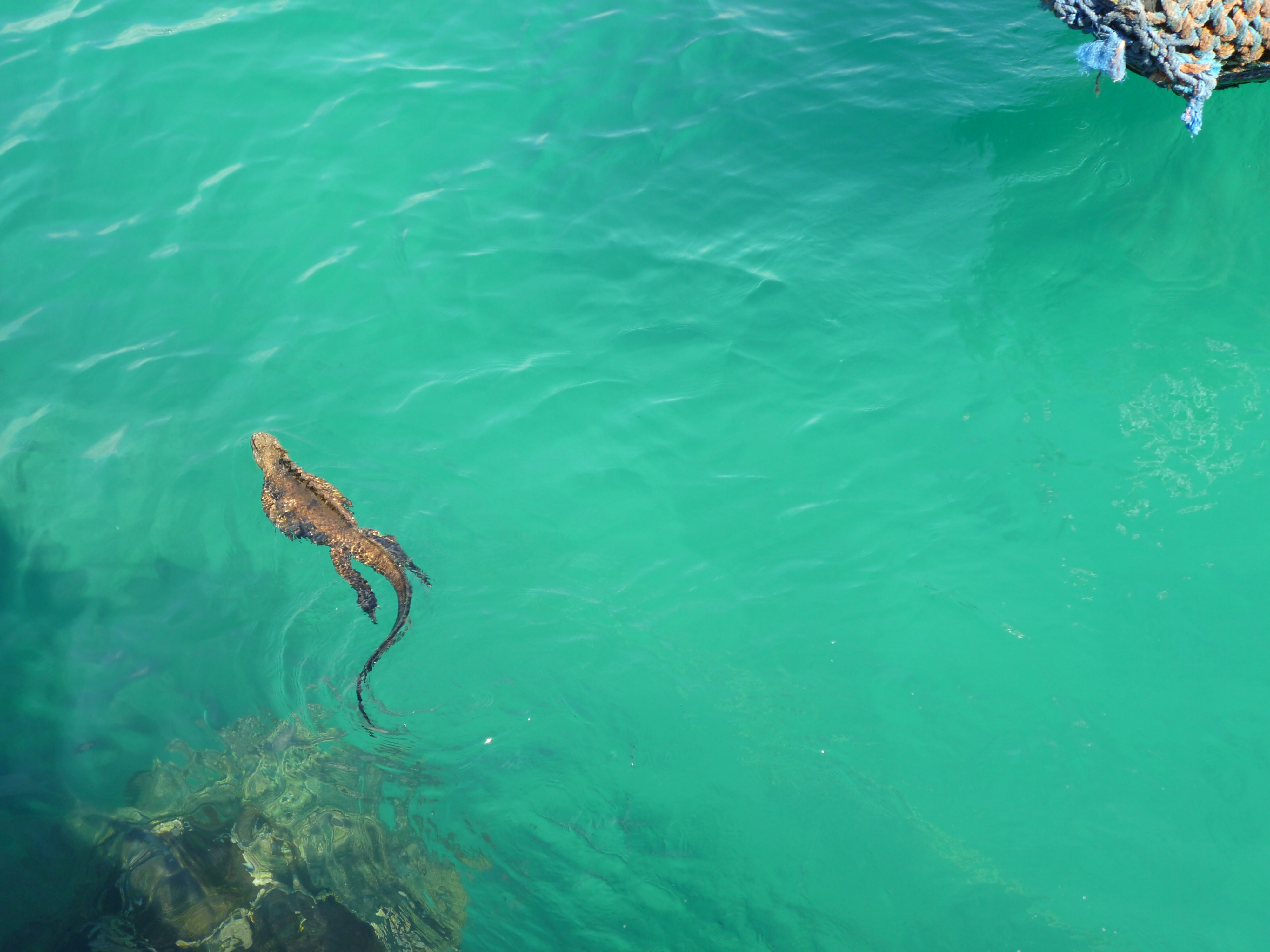
Iguana marina nadando en Puerto Ayora, en la isla de Santa Cruz, Islas Galápagos, única especie entre los lagartos adaptada al ambiente marino.

Los reptiles marinos son reptiles que se han adaptado a la vida acuática o semi-acuática en un ambiente marino.
Los primeros reptiles marinos fueron los mesosáuridos, que surgieron en el período Pérmico, en la era Paleozoico. Durante el Mesozoico, muchos grupos de reptiles se adaptaron a la vida en los mares, incluidos los subtipos conocidos, tales como los ictiosaurios, plesiosaurios (anteriormente incluidos en el grupo "Enaliosauria"), mosasaurios, notosaurios, placodontes, talatosaurios, talatosuquios y las tortugas marinas (del orden Testudines).
Con la extinción masiva al final del periodo Cretácico, los reptiles marinos se extinguieron por completo, a excepción de las tortugas marinas, y fueron reemplazados por los mamíferos marinos. En la actualidad, entre los reptiles marinos se incluyen las tortugas marinas, iguanas marinas, serpientes de mar y cocodrilos de agua salada.
Algunos reptiles marinos, como los ictiosaurios y mosasaurios, no iban a tierra y nacen en el agua, pues se presume que eran vivíparos. Otros, como las tortugas marinas y cocodrilos de agua salada, ponen sus huevos en la costa. Algunos reptiles marinos también van a tierra de vez en cuando para descansar y tomar el sol, como es el caso de la iguana marina.